# Bengaliska svälten 1943

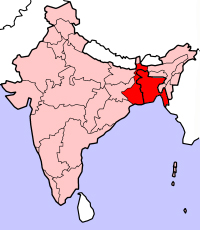
Bengalens läge i Indien.

Den bengaliska hungersnöden var en svältkatastrof som drabbade provinsen Bengalen i dåvarande Brittiska Indien åren 1942–1943 och orsakade omkring 2–3 miljoner människors död.

## Bakgrund
Bengalen var en av de fattigaste delarna av Brittiska Indien, och hade drabbats av en rad stora svältkatastrofer under 1700- och 1800-talet. Som ett resultat av åtgärder från de koloniala myndigheterna hade inte Indien drabbats av någon större hungersnöd på fyra decennier och när hungersnöden drabbade Bengalen 1942 kom det helt oväntat.
En rad olika faktorer ledde till att hungersnöden drabbade Bengalen denna gång. En av de viktigaste var det kaos som följde i andra världskrigets spår. I mars 1942 hade japanska styrkor ockuperat den brittiska kolonin Burma och därifrån riktade japanerna en rad attacker mot Calcutta och brittiska fartyg i Bengaliska viken. Eftersom Burma var en ledande risexportör till Indien ledde stridigheterna till att en betydande risleverantör skars av. Samtidigt genomförde de brittiska myndigheterna rekvisitioner av ris för att stödja den lokala krigsindustrin i Bengalen, vilket förhindrade därigenom att maten kom den bengaliska befolkningen till del. Vid denna tid hade det bengaliska jordbruket redan brottats med dåliga skördar på grund av svampen Cochliobolus oryzae och den 16 oktober förvärrades läget ytterligare när en tsunami drabbade den bengaliska kusten.

## Förlopp
Vid början av 1943 började livsmedelsförsörjningen bli akut i Bengalen och hungerflyktingar började strömma in i städerna. I maj månad började läget bli akut i Calcutta, men trots vädjanden från media, olika politiska organisationer och lokala tjänstemän så vägrade myndigheterna i Delhi och Calcutta att förklara området som en svältzon i enlighet med det varningssystem (famine codes) som inrättats i slutet av 1800-talet. Skälet till detta var att myndigheterna inte ville störa krigsinsatserna i Europa, vilket var den brittiska regeringens första prioritet.
Försörjningsministern i Bengalen, Hussein Shahid Suhrawardy som tillhörde All India Muslim League intog hållningen att det inte fanns någon egentlig livsmedelsbrist och skyllde inledningsvis problemen på hamstrande hinduiska affärsmän. Först i augusti började den probrittiske Suhrawardy erkänna hungersnödens omfattning, men ville inte ta avstånd från den officiella linjen att svälten berodde på hamstring, då detta kunde äventyra krigsförsörjningen. Vicekungen i Delhi, Lord Linlithgow intog samma hållning, men tvingades göra en helomvändning under trycket från omständigheterna och vädjade i juli till krigskabinettet att exportera förnödenheter till Bengalen. Regeringen i London vägrade att skicka någon hjälp till den hungrande befolkningen med hänvisning till kriget.

## Eftermäle
Totalt skall överdödligheten under hungersnöden blivit kring 2 miljoner människoliv och den brittiska kolonialmaktens passiva politik skadade dess anseende svårt. Efter självständigheten från Storbritannien 1947 delades Bengalen upp i den indiska delstaten Västbengalen, medan den östra delen tillföll Pakistan och blev självständigt som staten Bangladesh 1971. Indien har förskonats från större svältkatastrofer sedan 1947, medan Bangladesh genomled en period av hungersnöd år 1974–1975.
Orsakerna till svälten har debatterats av många forskare. Den indiske nobelpristagaren Amartya Sen har pekat ut utbredd hamstring och spannmålsspekulation som viktiga orsaker till krisen, medan den irländske ekonomen Cormac Ó Gráda betraktar hungersnöden som ett resultat av missväxten i kombination med de brittiska myndigheternas otillräckliga respons. Enligt författarinnan Madhusree Mukerjee var den brittiske premiärministern Winston Churchill personligen ansvarig för effekterna av den fruktansvärda hungersnöden.